# Sallaumines
Sallaumines är en kommun i departementet Pas-de-Calais i regionen Hauts-de-France i norra Frankrike. Kommunen ligger i kantonen Lens-Est som tillhör arrondissementet Lens. År 2022 hade Sallaumines 9 633 invånare.

## Befolkningsutveckling
Antalet invånare i kommunen Sallaumines
| Referens: INSEE |